# 19456 Pimdouglas
19456 Pimdouglas è un asteroide della fascia principale. Scoperto nel 1998, presenta un'orbita caratterizzata da un semiasse maggiore pari a 2,2147865 UA e da un'eccentricità di 0,1938337, inclinata di 6,21342° rispetto all'eclittica.